# Megistoplia griseohirta
Megistoplia griseohirta är en skalbaggsart som beskrevs av Leon Fairmaire 1886. Megistoplia griseohirta ingår i släktet Megistoplia och familjen Melolonthidae. Inga underarter finns listade i Catalogue of Life.